# 街ぐるみワイドショー
『街ぐるみワイドショー』（まちぐるみワイドショー）は、1967年10月4日から1968年9月29日まで東京12チャンネル（現・テレビ東京）で放送されていたバラエティ番組である。全51回。モノクロ放送。

## 概要
毎回関東地方の各都市にある商店街や団地の自治会などが結成したチーム×2組が出場し、踊り・囃子・演劇・演芸などによる芸能対抗戦を行う模様を放送。芸能人ゲストによる各出場チームのひいき合戦も行われていた。1クールごとに「名場面集」という名の総集編を放送するのが恒例になっていた。

## 放送時間
いずれも日本標準時。
- 水曜 20:00 - 21:00 （第25回まで、1967年10月4日 - 1968年3月27日）
- 日曜 17:00 - 17:50 （第26回以降、1968年4月7日 - 1968年9月29日）

## 出演者

### 司会
- 丹下キヨ子（第16回まで、1967年10月4日 - 1968年1月24日）
- 徳永芽里（第17回以降、1968年1月31日 - 1968年9月29日）
- 東京二・京太

### 審査員
- 榎本健一
- 市川昭介
- 柳家小せん (4代目)
- 外山智恵子
- 坊屋三郎
- 柳家金語楼
- 富永一朗
- 佐々木葉子
- 宇野光雄
- 笠置シヅ子
- 五代目三遊亭圓楽
- 藤浦洸
- 遠藤実
- 寺内大吉
- 木村義雄
- ほか

## スタッフ
- 構成：林圭一

## 放送リスト
| 回 | 放送日         | 対戦カード        | ゲスト                                                         |
| -- | -------------- | ----------------- | -------------------------------------------------------------- |
| 1  | 1967年 10月4日 | 新宿×浅草         | 山田太郎、扇ひろ子、浅香光代                                   |
| 2  | 10月11日       | 銀座×横浜         | ザ・ゴールデン・カップス、西健二、鍵山珠里                     |
| 3  | 10月18日       | 新橋×神田         | 葉村エツコ、一龍齋貞丈、白川まゆみ、峰一之                     |
| 4  | 10月25日       | 渋谷×池袋         | 徳永芽里、ザ・マイクス（マイク眞木、高田恭子 他）              |
| 5  | 11月1日        | 巣鴨×十条         | 新川二郎、二宮ゆき子                                           |
| 6  | 11月8日        | 川崎×市川         | 榎本美佐江、曽根史郎、四代目春風亭柳好、高橋元太郎、三味線豊静 |
| 7  | 11月15日       | 蒲田×目黒         | 鈴木やすし、池田義信、栗島スミ子                               |
| 8  | 11月22日       | 立川×船橋         | 佳川ヨコ、竹原橋之介、天草四郎                                 |
| 9  | 11月29日       | 荻窪×大森         | 徳川夢声、飯田蝶子、北川ヨシオ、伊藤アイコ                     |
| 10 | 12月6日        | 平塚×下北沢       | 愛まち子、湊まさゆき                                           |
| 11 | 12月13日       | 江戸川×板橋大山   | 山本リンダ、城卓矢、笹みどり、五代目月の家圓鏡                 |
| 12 | 12月20日       | 東京築地×横浜元町 | デニー白川、八泉鮎子、月丘千秋                                 |
| 13 | 12月27日       | 1967年名場面集    | 徳永芽里                                                       |
| 14 | 1968年 1月10日 | 深川×千住         | 徳永芽里、三浦みちゆきとザ・プラネッツ                         |
| 15 | 1月17日        | 日本橋×八王子     | 青山和子、海老原博幸                                           |
| 16 | 1月24日        | 麻布十番×砂町     | バーブ佐竹、小野由紀子                                         |
| 17 | 1月31日        | 練馬×月島         | 仲宗根美樹                                                     |
| 18 | 2月7日         | 上野毛×国分寺     | 美川憲一                                                       |
| 19 | 2月14日        | 東調布×荒川銀座   | 津田耕治                                                       |
| 20 | 2月21日        | 経堂×上板橋       | 弘田三枝子                                                     |
| 21 | 2月28日        | 北品川×鶴見       | 森進一                                                         |
| 22 | 3月6日         | 館林×佐倉         | 青山和子                                                       |
| 23 | 3月13日        | 溝の口×小金井     | 伊東きよ子                                                     |
| 24 | 3月20日        | 上野×熊谷         | 森あき子、ケロヨン、劇団木馬座                                 |
| 25 | 3月27日        | 名場面集          | こまどり姉妹                                                   |
| 26 | 4月7日         | 三軒茶屋×田端     | Wけんじ、スミス・ブラザース                                    |
| 27 | 4月14日        | 笹塚×鷺宮         | ゴールデン・アームズ                                           |
| 28 | 4月21日        | 松戸×綱島         | 瞳かおる、小金井ブラザーズ                                     |
| 29 | 4月28日        | 草加×相模原       | 冠二郎                                                         |
| 30 | 5月5日         | 行田×田無         | 渡るり子                                                       |
| 31 | 5月12日        | 市原×青梅         |                                                                |
| 32 | 5月19日        | 佐原×祐天寺       | 高峰由紀子                                                     |
| 33 | 5月26日        | 藤沢×柏           |                                                                |
| 34 | 6月2日         | 浜町×中目黒       | ヘラクレス&トシ                                                |
| 35 | 6月9日         | 岩槻×五日市       | サイクル松林                                                   |
| 36 | 6月16日        | 等々力×方南町     |                                                                |
| 37 | 6月23日        | 高輪×本郷         | 山本リンダ                                                     |
| 38 | 6月30日        | 夏の名場面集      |                                                                |
| 39 | 7月7日         | 調布×湯河原       | 小松みどり                                                     |
| 40 | 7月14日        | 秩父×小平         | 三田佳子                                                       |
| 41 | 7月21日        | 古河×王子         | 弦哲也、千田かおり                                             |
| 42 | 7月28日        | 八街×国立         | 高浜健                                                         |
| 43 | 8月4日         | 日吉×東大泉       |                                                                |
| 44 | 8月11日        | 本庄×中野         |                                                                |
| 45 | 8月18日        | 秦野×経堂         | 梢みわ                                                         |
| 46 | 8月25日        | 伊勢崎×下館       | 原耕二                                                         |
| 47 | 9月1日         | 高田馬場×三田     |                                                                |
| 48 | 9月8日         | 市川×赤羽         | 愛田健二                                                       |
| 49 | 9月15日        | 宇都宮×厚木       |                                                                |
| 50 | 9月22日        | 桐生×館山         | 松尾和子、松原智恵子                                           |
| 51 | 9月29日        | さよなら名場面集  |                                                                |

## 備考
2014年に放送されたテレビ東京開局50周年記念特別番組『50年のモヤモヤ映像大放出! この手の番組初めてやりますSP』（3月2日放送）と『開局50周年!テレビ東京"50人の証言"』（4月12日放送）で、本番組の「赤羽×市川」の回（1968年9月8日放送分）の映像が流された。